# Arturo Pazzi
Arturo Pazzi (San Martino dall'Argine, 19 settembre 1867 – Roma, 25 febbraio 1941) è stato un architetto italiano.
Presentò, insieme con Alberto Manassei e Guido Cirilli il progetto per la costruzione di Piazza Venezia.